# Pitcairnia squarrosa
Pitcairnia squarrosa är en gräsväxtart som beskrevs av Lyman Bradford Smith. Pitcairnia squarrosa ingår i släktet Pitcairnia och familjen Bromeliaceae.

## Underarter
Arten delas in i följande underarter:
- P. s. aurantiaca
- P. s. colorata
- P. s. squarrosa